# حمام اوارد
حمام اوارد مربوط به دوره قاجار است و در شهرستان گلوگاه، بخش مرکزی، دهستان توسکا چشمه، روستای اوارد واقع شده و این اثر در تاریخ ۹ بهمن ۱۳۸۶ با شمارهٔ ثبت ۲۰۶۹۲ به‌عنوان یکی از آثار ملی ایران به ثبت رسیده است.